# Santiago Saura Martínez de Toda
Santiago Saura Martínez de Toda (Oviedo, 1974) és un enginyer, catedràtic universitari i polític espanyol membre de Ciutadans. Regidor de l'Ajuntament de Madrid des de 2019, és regidor-president del districte de Retiro.
Nascut a Oviedo el 1974, es va doctorar per la Universitat Politècnica de Madrid (UPM), amb la lectura el 2001 de Influencia de la escala en la configuración del paisaje: mediante un nuevo método de simulación espacial, imágenes de satélite y cartografías temáticas dins 2001, una tesi dirigida per Francisco Javier Martínez Millán.
Es va afiliar a Ciutadans-Partit la Ciutadania (Cs) el 2006, quan treballava com a profesor a la Universitat de Lleida. Va obtenir una càtedra d'enginyeria de forests a l'UPM. Va treballar durant tres anys per la Comissió europea en l'àmbit de la sostenibilitat mediambiental i les àrees naturals protegides. Establert al Nord d'Itàlia mentre treballava per la Comissió europea, Saura va retornar a Espanya per concórrer dins de la llista de Cs per a les eleccions municipals de 2019 a Madrid. Inclòs al número 2 de la llista del partit encapçalada per Begoña Villacís, va ser elegit regidor de l'Ajuntament de Madrid.
Després de l'investidura de José Luis Martínez-Almeida como a alcalde amb els vots del regidors de PP, Cs i Vox,el 15 de juny de 2019, Saura va ser nomenat regidor-president dels districtes de Retiro i Hortaleza. Va ser ràpidament cessat d'aquest últim càrrec, i se li va a encomanar com a responsable de l'àrea delegada d'Internacionalització i Cooperació (un càrrec subordinat a la Vicealcaldia).